# 劉學保
劉學保，陕西三原人，中華人民共和國政治人物。

## 生平
1967年12月17日，身为解放军某部副班长的劉學保在甘肃省永登县连城林场“支左”期間將林场职工李世白（因其曾在国民党宪兵队任职被定为“历史反革命分子”）騙到大通河大橋下殺害，再用雷管炸傷左手謊稱“阻止李世白炸橋”。
1968年1月10日，兰州军区授予刘学保英雄称号。同年4月24日，《解放军报》头版头条发表长篇通讯，题目叫做《心中唯有红太阳，一切献给毛主席——记保卫无产阶级文化大革命的英雄战士刘学保》。同日，该报刊发了评论员文章《千万不要忘记阶级斗争》。文章写道：“刘学保同志是八一一O部队某部三连副班长，他怀着对伟大领袖毛主席的无限忠诚，怀着对阶级敌人的刻骨仇恨，只身同反革命分子英勇搏斗，冒着炸药爆炸的危险抢救大桥，创造了惊天动地的业绩，谱写出又一曲毛泽东思想新时代的壮丽凯歌……”新华社随即将文章转发给各大媒体，《人民日报》次日也在头版转载了这篇通讯稿。于是，刘学保瞬间成为家喻户晓的人物，并随即被提拔为副教导员、兰州军区党委委员、中国共产党第九次全国代表大会代表。
文化大革命結束後，1982年9月，中共兰州市委、永登县委開始复查此案。1983年7月，兰州军区和地方政府正式开始联手调查此案。1983年11月9日，兰州市公安局確認此案為冤假錯案，並於1984年4月逮捕刘学保。1985年，永登县委召开大会为李世白平反。同年7月，刘学保被兰州中院以故意杀人罪判处无期徒刑。